# Nuʻutele
Nuʻutele ist eine unbewohnte Insel der Aleipata-Inseln im Osten von Samoa. Sie gehört administrativ zum Distrikt Atua.

## Geographie

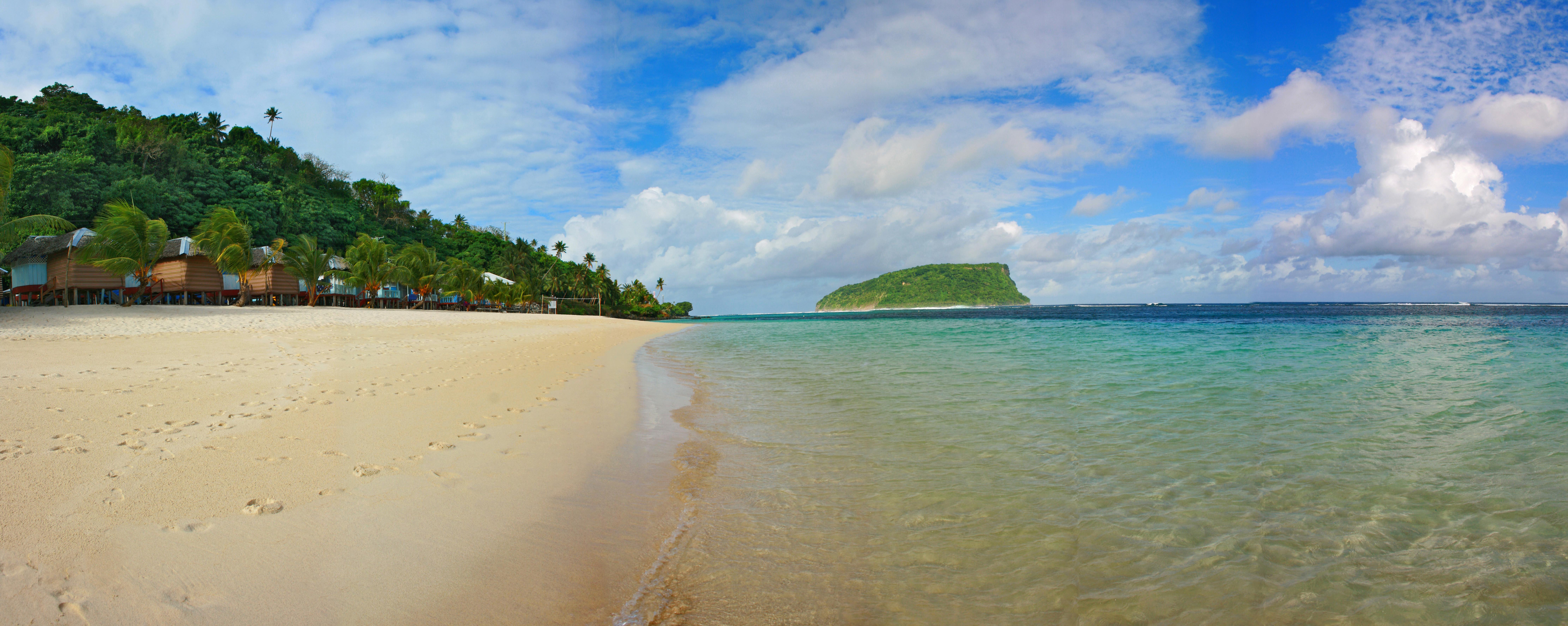
Lalomanu Beach mit der Insel Nuʻutele im Hintergrund.

Nuʻutele ist mit 1,1 km² die größte der Aleipata-Gruppe, wie ihre Nachbarinseln vulkanischen Ursprungs und ca. 250 m hoch. Sie besteht aus einem Tuff-Ring mit Klippen, die eine Höhe von 180 m erreichen. Auf der Insel kann man die Überreste einer ehemaligen Leprakolonie besichtigen. Die Insel liegt wie ihre Nachbarinsel Nuʻulua nicht mehr innerhalb des Korallenriffes, das Upolu, Namua und Fanuatapu umschließt.
Sie ist ein wichtiges Schutzgebiet für brütende Meeresvögel.

## Klima
Das Klima ist tropisch heiß, wird jedoch von ständig wehenden Winden gemäßigt. Ebenso wie die anderen Inseln von Samoa wird Nuʻutele gelegentlich von Zyklonen heimgesucht.